# Prieuré de Villesalem
Le prieuré de Villesalem est un ancien prieuré de l'ordre de Fontevraud, situé sur le territoire de la commune de Journet (Vienne). Fondé au XIIe siècle, il est un des joyaux de l'art roman poitevin, dont le nom peut être traduit par ville ou demeure de la paix.

## Histoire

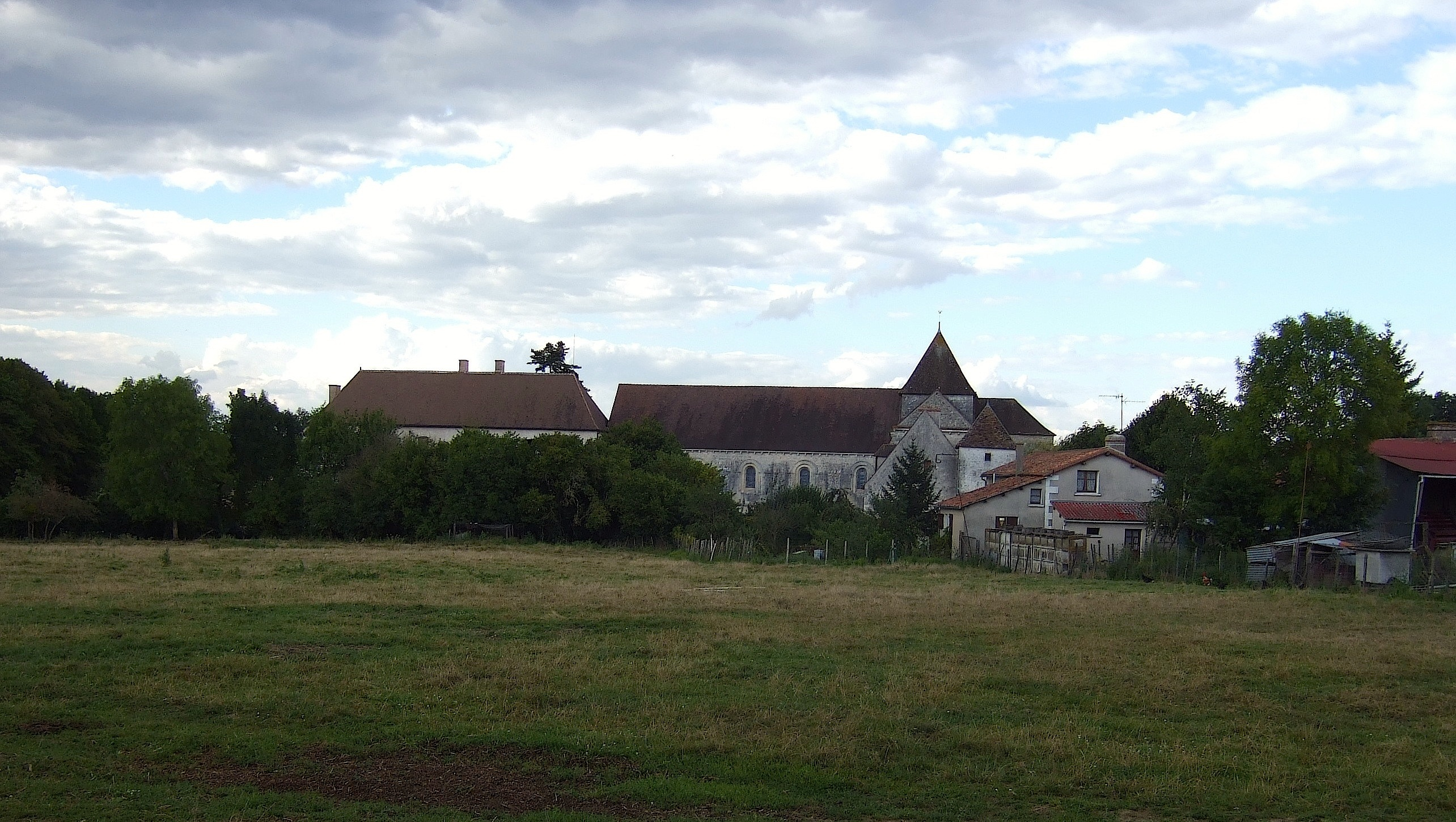
Vue panoramique.

Au XIe siècle, des courants érémitiques importants entrainent des croyants à rechercher la communion avec Dieu dans des lieux isolés. C'est dans ce contexte qu'en 1089, Audebert, seigneur de La Trémoille, donne son mas de Villesalem à des ermites qui vivent à Fontgombault. À leur départ, deux décennies plus tard, ceux-ci cèdent le site du Mas Vitalis à Robert d'Arbrissel, fondateur de l'abbaye de Fontevrault. L'évêque de Poitiers, Pierre II de Chauvigny, y autorise la construction d'un prieuré en 1109. Le pape Calixte II confirme le rattachement de la fondation à l'ordre de Fontevrault en 1119. L'église (dédiée à Notre Dame de la Paix) est édifiée entre 1130 et 1140.
À sa création, le prieuré comprenait l'église, le cloître, aujourd'hui en ruines et au-delà de la clôture, le prieuré des hommes dont subsistent quelques bâtiments. En effet, comme toutes les fondations de l'ordre de Fontevrault créé par Robert d'Arbrissel (vers 1047 - vers 1117), le prieuré de Villesalem accueillait des hommes et des femmes, placés sous l'autorité d'une femme. C'est pourquoi, le prieuré comprenait un couvent de moines et un de moniales. Les prieurés de Villesalem et celui de Lencloître sont les seuls des six prieurés construits dans le territoire du département actuel de la Vienne à exister encore de nos jours, même s'il est toujours possible encore de voir les bâtiments des XVe et XVIe siècles de l'ancien prieuré de Montazai (commune de Savigné) devenus de nos jours une exploitation agricole. 
Au cours des XIIe siècle et XIIIe siècle, des donations de plusieurs seigneurs permettent au prieuré de s'enrichir. Elles assurent le financement de l'église visible de nos jours et des dépendances. 
La guerre de Cent Ans ravage le site à plusieurs reprises. Le chevet en porte encore les stigmates. En 1369, le connétable anglais John Chandos met Villesalem à sac et endommage l'église. Les dévastations sont telles que les moines abandonnent le prieuré à la fin du XVe siècle.
Relevé au XVIIe siècle (malgré l'incendie subi par l'église en 1612), Villesalem devient un prieuré de moniales. Les bâtiments conventuels construits à cette époque pour loger les religieuses permettent l'accès direct entre les cellules et la nef. Ils masquent ainsi la moitié de la façade occidentale de l'église. Les travaux de réhabilitation contemporains ont permis un dégagement partiel des merveilles architecturales alors occultées.
Au début de la Révolution française, les fontevristes, qui étaient encore seize en 1790, sont expulsées, et le prieuré et ses vastes dépendances foncières, saisis comme Bien National, vendus aux enchères en 1791. Leur premier acquéreur est un riche avocat, Jean-François Charles Nouveau-Dupin. Au XIXe siècle, l'église, convertie en dépendance agricole, est cloisonnée et éventrée. Un mur sépare la nef du transept, un plancher divise l'espace en deux niveaux,. Le domaine est dépecé ultérieurement. Désaffecté et voué à un usage agricole (étable, grange et silo), l'édifice religieux subit un siècle et demi de dégradations. Le chevet et les absidioles sont ouverts pour permettre le passage des charrettes et des bêtes.

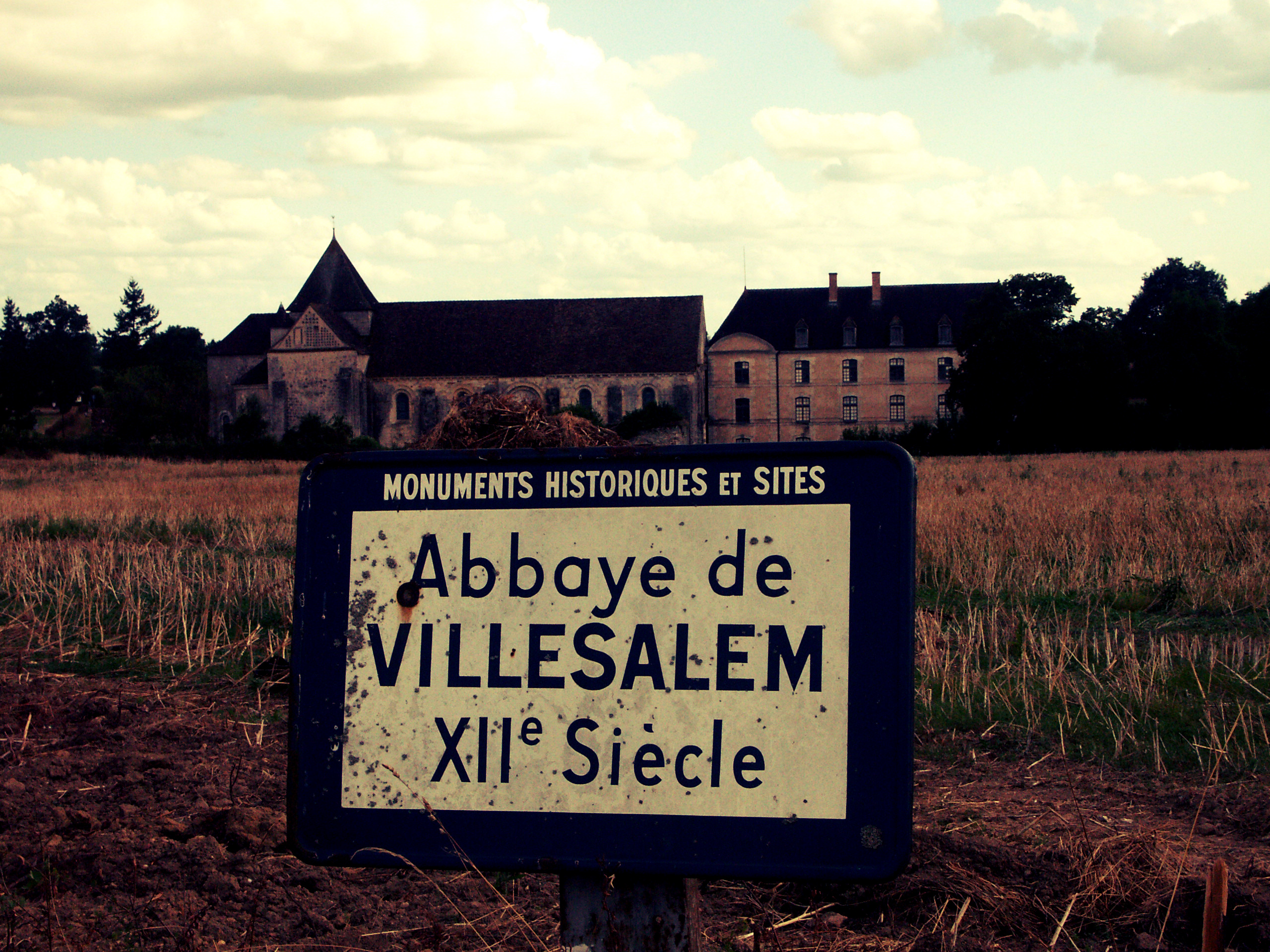
Panneau touristique Michelin. À noter qu'il ne s'agit pas là d'une Abbaye mais d'un Prieuré

Les deux premières travées de la nef sont transformées pour abriter le logement de la prieure et des dépendances. Après l'adoption de la réforme de la règle fontevriste, en 1642, un nouveau bâtiment conventuel est construit. Il s'appuie partiellement sur la façade de l'église, la masquant en partie, afin de communiquer avec les pièces aménagées dans la nef. Les religieuses ouvrent une école pour les jeunes filles.
Classé monument historique en 1914 puis racheté par l'état en 1962, le site fait l'objet d'une restauration qui restitue la beauté de son patrimoine et l'harmonie de ses lignes. Sa mise en valeur est assurée par l'Association des Amis de Villesalem (fondée en 1961) qui propose des visites guidées et organise chaque été un festival de concerts. En 1995, le bâtiment conventuel est à son tour classé monument historique. Depuis 2007, Villesalem fait partie des lieux d'animation retenus pour le festival des Nuits Romanes.

## Architecture

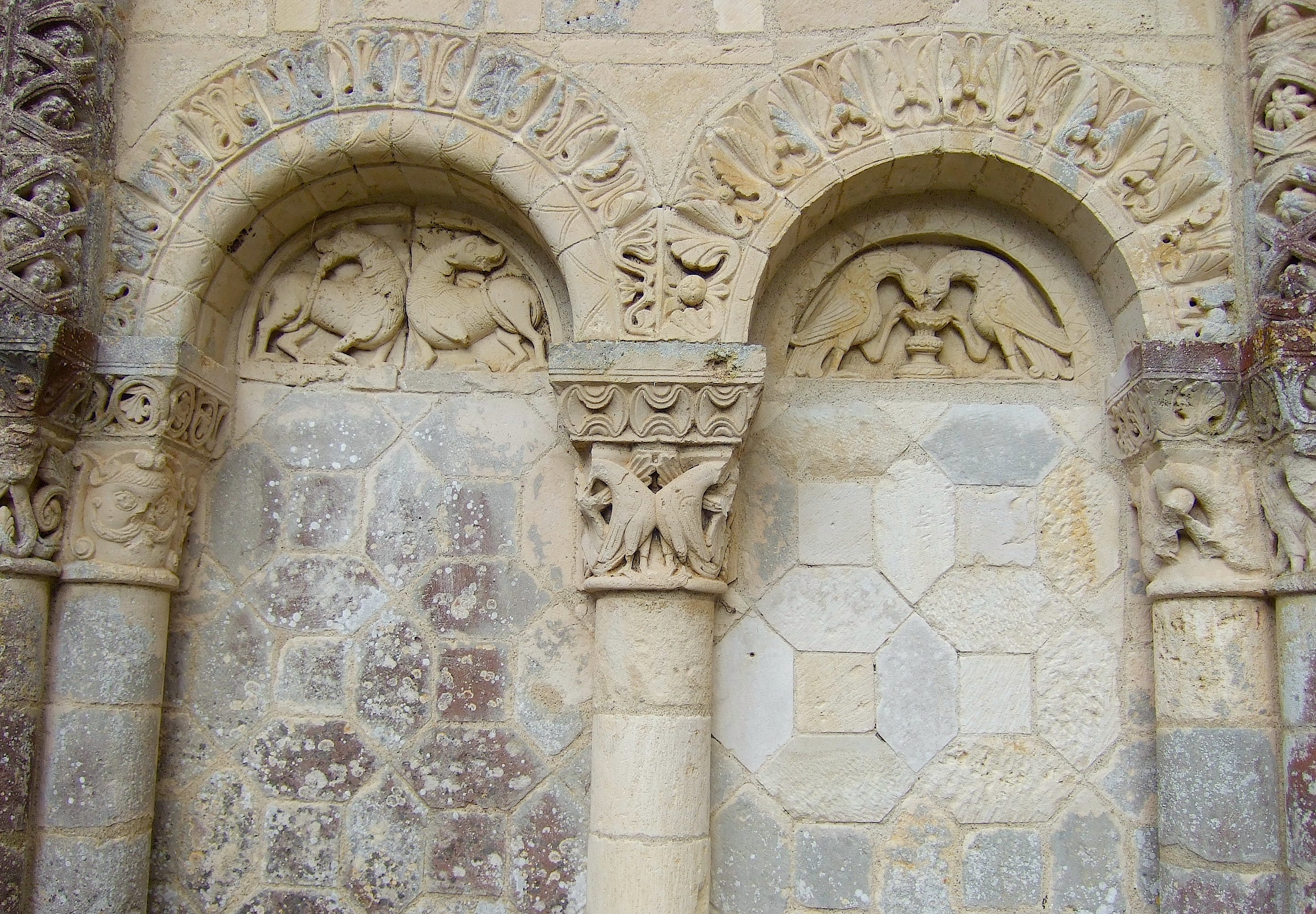
Arcatures et tympans ouest

### Description de l'église
L'église Notre-Dame de la Paix est construite entre 1130 et 1140, en moyen appareil calcaire irrégulier, teinté de fauve par places.
L'église est du XIIe siècle. Elle a adopté un plan très usité dans le Poitou, à savoir une nef à triple vaisseau avec un plan en croix latine et un chevet composé d'une abside surélevée et de deux absidioles. 
La croisée du transept est rehaussée de la souche d'un clocher qui n'existe plus.
La nef est de cinq travées pourvues de bas-côtés assez étroits. Sa voûte est en berceau brisé à doubleaux. Les publications de l’inventaire général du patrimoine culturel « Gertrude » donnent une vue de l’élévation nord de la Nef. 
Le transept est saillant et il possède deux absidioles orientées.
Le chœur est en hémicycle et il est précédé d'une travée droite.
Le chevet montre des volumes ronds et harmonieux. Lors des restaurations réalisées après l'achat de l'édifice par l’État, les transformations subies par l'église au cours des siècles ont été supprimées afin de retrouver et de mettre en valeur les formes architecturées de l'époque romane.

### Le décor sculpté
La sculpture romane est abondamment présente à l'extérieur de l'église. En revanche, le dépouillement prévaut à l'intérieur de l'édifice.
Les thèmes animaliers et végétaux (rinceaux, palmettes) se mêlent aux représentations humaines (acrobates) inspirés de l'observation fantaisiste de la nature, des manuscrits et de l'art de l'enluminure, des vestiges gallo-romains poitevins (bucrane, colombes à la coupe) comme de l'imagination même de l'artiste (sirène, masques, etc.). Il n'y donc pas de scènes historiées. La sculpture est purement ornementale et souligne ou renforce l'architecture.
Le style de sculpture rappelle celui dit « fleuri » de la Saintonge. Il se caractérise par un foisonnement de végétaux et d'animaux réels ou fantastiques : griffons, basilics, dragons. Le lion et les oiseaux sont des thèmes récurrents. Ils sont présentés seul, par deux, affrontés ou adossés, en barque, buvant dans une coupe, tenant une feuille de chêne dans le bec ou luttant avec un serpent. Ils sont présents à l'extérieur comme à l'intérieur de l'église, sur le chevet comme sur la façade occidentale.
Comme souvent dans l'art roman, il ne s'agit pas de décrire la nature telle que l'artiste peut la voir. La queue se termine souvent en tige feuillée décorative, la parole est représentée par des volutes de feuillage.
Le décor sculpté ne semble pas correspondre à un programme iconographique particulier et certaines sculptures ont un sens symbolique qui a été perdu et qu'on ne sait plus interpréter de nos jours. Seules des hypothèses peuvent être avancées.

#### Le portail dit des «Rois»

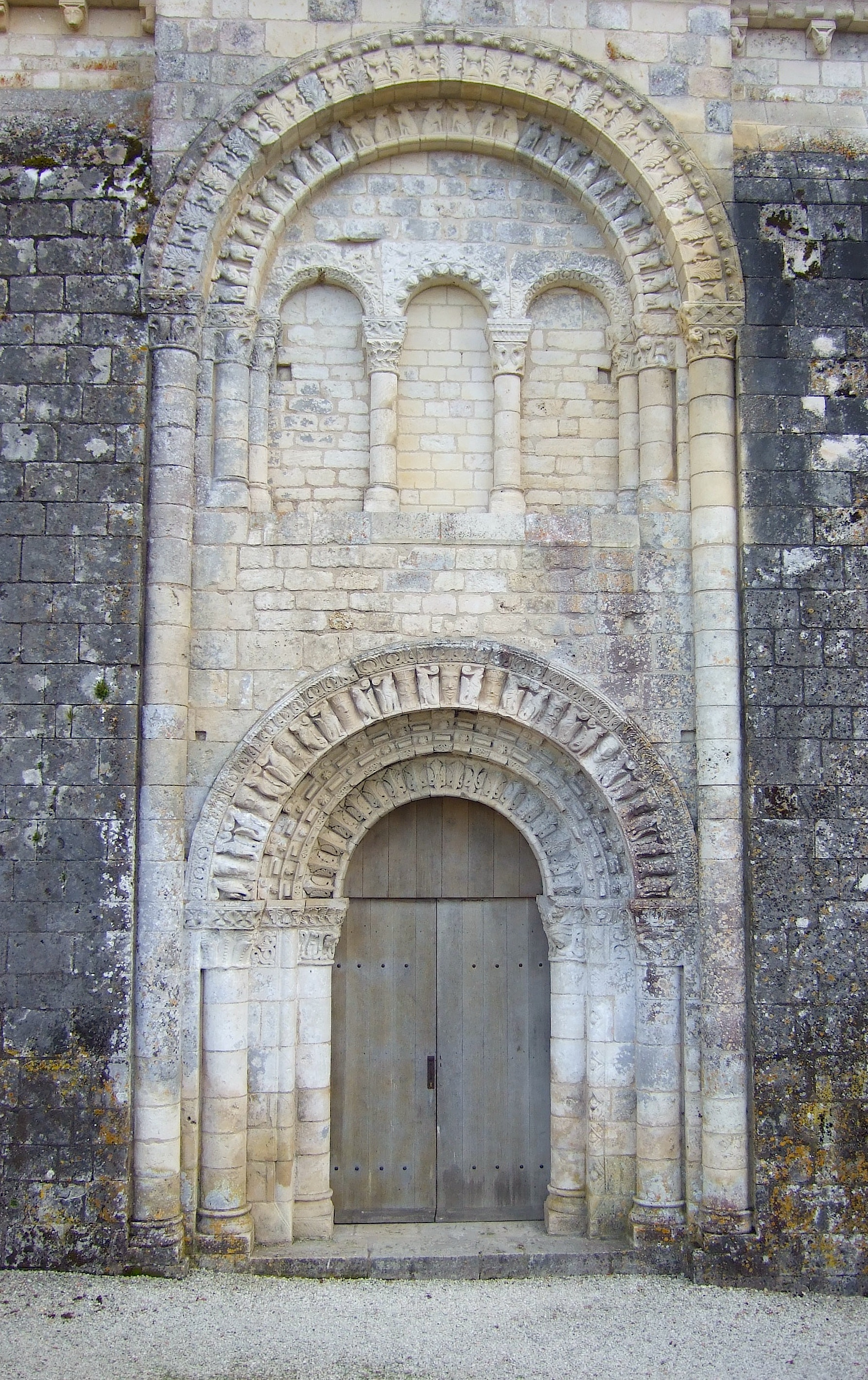
Portail nord

Le portail dit des « Rois » s'ouvre au nord de l'église. Une grande arcature en plein cintre enveloppe un très beau portail au rez-de-chaussée orné de trois voussures en claveaux rayonnants ainsi qu'une triple arcature aveugle au niveau supérieur. Sur la troisième voussure du portail, des figures humaines, plus particulièrement des têtes couronnées, alternent avec des représentations animalières qui paraissent les harceler. Au milieu de ces têtes ou masques, un seul représente un visage de femme, les autres sont barbus et moustachus. La succession de ces têtes couronnées pourrait faire allusion aux rois de Juda ou à la dynastie des Plantagenet. La présence d'un visage féminin qui pourrait être une représentation de la Vierge, indiquerait, alors, que les têtes couronnées seraient des représentations symboliques des rois-ancêtres de la Mère du Christ.

#### La façade occidentale
Cette façade est tripartite et réunit une profusion de sculptures romanes d'une grande qualité. Ce décor envahit les deux premiers niveaux tandis que le pignon triangulaire reste sobre.
Sous ce pignon, deux corniches ouvragées soulignent les horizontales tandis que des contreforts-colonnes, simples au niveau inférieur, puis doubles à l'étage, rythment la façade. Au centre, une baie en plein cintre s'élève au-dessus d'un portail ayant trois voussures sculptées. À gauche, au premier étage, une arcade avec un oculus prend place au-dessus d'une double arcature.
Cette arcature jumelle protège, à gauche, deux quadrupèdes, poitrine contre poitrine, possédant des ébauches d'ailes et se mordillant la queue. À droite, deux oiseaux boivent dans une même coupe. Les colombes buvant dans un calice sont une représentation des âmes qui boivent à la source de la mémoire. C'est un emprunt de l’Église à l'iconographie traditionnelle romaine. Pour un chrétien, cette image est le symbole de l'Eucharistie : « Vous puiserez l'eau avec joie aux sources du salut » (Isaïe, 12-3)[réf. incomplète]. Elle est courante dans les églises romanes du département de la Vienne. On la retrouve à l'église Saint-Pierre de Chauvigny, à l'église de Bonneuil-Matours, à l'église de Civaux, à celle de Liniers et à l'église Saint-Hilaire de Melle (département des Deux-Sèvres).
L'arcature supérieure avec son oculus comporte une belle voussure avec des mains aux traits diversifiés qui tiennent des feuillages stylisés.
Les chapiteaux situés sur la partie droite du portail de la façade occidentale sont d'un style qui rappelle celui du portail nord. Un des chapiteaux représente deux oiseaux affrontés. La queue de l'oiseau de gauche se termine par une tête (humaine ?). Un deuxième chapiteau représente un masque humain d'où sort un feuillage qui s'épanouit en fleur. Cette sculpture pourrait symboliser la diffusion de la parole divine dans le monde[réf. souhaitée].
Un tiers de la façade, sur la droite, a été malencontreusement dissimulé par le bâtiment conventuel ajouté au XVIIe siècle.

#### L'ornementation intérieure
L'ornement intérieur est caractérisé par son dépouillement. 
L'absidiole sud recèle, toutefois, une frêle colonnette au sommet de laquelle sont esquissées des têtes humaines frustes. L'absidiole nord comporte, quant à elle, une jolie colonnette torsadée ornée de deux oiseaux stylisés.
Les chapiteaux de la nef sont d'une grande sobriété. Il n'y a pas de scènes historiées. Seules des arcatures rythment l'intérieur de l'abside et de l'absidiole nord. Les corbeilles et les tailloirs des chapiteaux de ces arcatures sont décorés et représentent des feuillages stylisés, des masques humains d'où sort de la végétation.

## Les bâtiments conventuels

### Celui des femmes
En 1642, la règle de l'Ordre est révisée et approuvée par le roi de France, Louis XIII. Le retour voulu et affiché à une plus stricte observance entraine des modifications architecturales. Un nouveau bâtiment est donc construit.
L'architecture est de style classique. Des lignes géométriques et régulières délimitent les travées et les trois niveaux de l'édifice. Les trois niveaux sont percés de portes fenêtres au rez-de-chaussée et de grandes baies aux étages. Des tympans courbes couronnent les deux pavillons latéraux en légère saillie.
À l'intérieur, plusieurs éléments témoignent de la vie monastique à cette époque ainsi que du statut social des religieuses et des jeunes filles qui y ont vécu : les cellules individuelles remplacent les dortoirs afin que la règle du silence soit respectée, les chambres sont avec cheminées décorées. La salle des hôtes est situé au rez-de-chaussée. Un grand escalier dessert le premier étage. Cette pièce conserve une belle cheminée de pierre et des boiseries légèrement chantournées datant du début du XVIIIe siècle. « Dans une des trois pièces du rez-de-chaussée, sont encore visibles, encastré dans le mur, la grille du parloir qui permettait de communiquer avec les visiteurs venant de l’extérieur et le tour qui servait à faire passer les objets sans contact direct ».
Dans le mur du fond, la grille du parloir et le tour permettent de respecter la règle de la clôture[C'est-à-dire ?].
Le bâtiment a été construit contre la façade occidentale de l'église pour permettre une communication avec les pièces agencées dans les deux premières travées occidentales de la nef.

### Celui des hommes
Il date du XVe siècle. Il est situé hors de la clôture. Les hommes, moines augustins, vivent nettement séparés des femmes. Ils cultivent la terre et assurent la vie matérielle de la communauté. Un moine se charge du culte puisque les religieuses n'ont pas le droit d'officier. Les moines, sont, toutefois, soumis à l'autorité de l'abbesse, comme dans toutes les communautés fontevristes. Cette règle n'a pas toujours été bien acceptée par les hommes.